# Павлодар (волейбольный клуб)
«Павлодар» (каз. «Павлодар») — мужской волейбольный клуб из Павлодара, выступающий в Национальной лиге Казахстана.

## История
Общественный фонд «Волейбольный клуб «Павлодар» был создан в июне 2011 года. За 13 лет существования клуб становился Чемпионом Казахстана (2023), четырежды серебряным (2015, 2017, 2018, 2024) и один раз бронзовым (2016) призером Чемпионата среди команд Мастеров Национальной лиги, трижды обладателем Кубка Казахстан (2012, 2014, 2023), победителем Суперкубка Казахстана (2023), а также Чемпионом среди команд Высшей лиги (2018), серебряным (2020, 2022) и бронзовым призером (2019).
В своей структуре клуб имеет команду мастеров и фарм-клуб. Основной задачей клуба является воспитание и подготовка игроков способных составить здоровую конкуренцию среди казахстанских игроков высокого класса.
Направление воспитания собственных кадров находит свою реализацию в работе «Школьной волейбольной лиги» и ДЮСШ. Для этого ведется отбор перспективных ребят. Таким образом ежегодно состав фарм-клуба пополняется З-4 воспитанниками спортивных школ области. Сегодня в составе команды есть ребята из городов Павлодара, Аксу, Экибастуза, а также из Баянаульского, Лебяжинского, Павлодарского, Щербактинского, Железинского районов области.
В этом году команда удостоилась права представлять Казахстан на предстоящем Континентальном Чемпионате сильнейших клубных команд. Клубный чемпионат пройдет в сентябре месяце в Иране.
В предстоящем Чемпионате команда будет бороться за вхождение в тройку призеров.
Главной задачей перед наставником молодежной команды Талгатом Касимовым стоит подготовка резерва для основной команды мастеров Национальной лиги, а также реализация государственной программы развития волейбола в регионе.
Одним из достижений этого сезона считаем представительство игроков клуба «Павлодар» в рядах Национальной сборной Республики Казахстан. 13 человек на сегодняшний день входят в составы сборных команд: Основной состав 6 человек + Молодежный состав U-20 - З человека + Молодежный состав U-18- 5 человека.

## Достижения
Обладатель Кубка Казахстана (3) — 2012 (главный тренер Анатолий Паняшин); 2014 (главный тренер Петер Калны); 2023 (главный тренер Игорь Никольченко).
 Победитель Суперкубка Казахстана (1) — 2023 (главный тренер Игорь Никольченко).
 Чемпион Казахстана среди мужских команд мастеров Национальной лиги (1) 2022-2023 (главный тренер Игорь Никольченко).
 Обладатель серебряных наград Чемпионата Республики Казахстан среди мужских команд мастеров Национальной лиги (4) — 2014-2015 (главный тренер Петер Калны); 2016-2017, 2017-2018 (главный тренер Сергей Троцкий); 2023-2024 (главный тренер Игорь Никольченко).
 Обладатель бронзовых наград Чемпионата Республики Казахстан среди мужских команд мастеров Национальной лиги сезонов 2015/2016 (главный тренер Петер Калны).
 Чемпион Казахстана Высшей лиги среди дублирующих составов мужских команд мастеров Национальной лиги до 23 лет (1) 2017-2018 (главный тренер дубля Антон Каратаев).
 Обладатель серебряных наград Чемпионата Казахстана Высшей лиги среди дублирующих составов мужских команд мастеров Национальной лиги до 23 лет (2) 2019-2020 (главный тренер Каратаев Антон Николаевич); 2021-2022 (главный тренер дубля Виктор Ромашов).
 Обладатель бронзовых наград Чемпионата Казахстана Высшей лиги среди дублирующих составов мужских команд мастеров Национальной лиги до 23 лет (1) 2018-2019 (главный тренер дубля Антон Каратаев).